# HSH2D
HSH2D (англ. Hematopoietic SH2 domain containing) – білок, який кодується однойменним геном, розташованим у людей на короткому плечі 19-ї хромосоми. Довжина поліпептидного ланцюга білка становить 352 амінокислот, а молекулярна маса — 39 002.
| 10         |  | 20         |  | 30         |  | 40         |  | 50         |
| ---------- |  | ---------- |  | ---------- |  | ---------- |  | ---------- |
| MTEAGKLPLP |  | LPPRLDWFVH |  | TQMGQLAQDG |  | VPEWFHGAIS |  | REDAENLLES |
| QPLGSFLIRV |  | SHSHVGYTLS |  | YKAQSSCCHF |  | MVKLLDDGTF |  | MIPGEKVAHT |
| SLDALVTFHQ |  | QKPIEPRREL |  | LTQPCRQKDP |  | ANVDYEDLFL |  | YSNAVAEEAA |
| CPVSAPEEAS |  | PKPVLCHQSK |  | ERKPSAEMNR |  | ITTKEATSSC |  | PPKSPLGETR |
| QKLWRSLKML |  | PERGQRVRQQ |  | LKSHLATVNL |  | SSLLDVRRST |  | VISGPGTGKG |
| SQDHSGDPTS |  | GDRGYTDPCV |  | ATSLKSPSQP |  | QAPKDRKVPT |  | RKAERSVSCI |
| EVTPGDRSWH |  | QMVVRALSSQ |  | ESKPEHQGLA |  | EPENDQLPEE |  | YQQPPPFAPG |
| YC         |  |            |  |            |  |            |  |            |

A: Аланін

C: Цистеїн

D: Аспарагінова кислота

E: Глутамінова кислота

F: Фенілаланін

G: Гліцин

H: Гістидин

I: Ізолейцин

K: Лізин

L: Лейцин

M: Метіонін

N: Аспарагін

P: Пролін

Q: Глутамін

R: Аргінін

S: Серин

T: Треонін

V: Валін

W: Триптофан

Кодований геном білок за функцією належить до фосфопротеїнів. 
Задіяний у такому біологічному процесі, як альтернативний сплайсинг. 
Локалізований у цитоплазмі, ядрі.